# 2022年のパシフィック・リーグクライマックスシリーズ
2022年のパシフィック・リーグクライマックスシリーズは、2022年10月に開催されたプロ野球パシフィック・リーグのクライマックスシリーズ。前年に引き続きパーソルホールディングスがタイトルスポンサーとなり、「2022 パーソル クライマックスシリーズ パ」の名称で施行された。

## 概要
本大会はSMBC日本シリーズ2022出場権をかけたプレーオフトーナメント。
ソフトバンクとオリックスは最終戦まで熾烈な首位争いを繰り広げており、どちらのチームがファイナルの主催になるかも最終戦での決定だった。

### ファーストステージ
レギュラーシーズン2位の福岡ソフトバンクホークスと3位の埼玉西武ライオンズが3戦2勝先取制で争い、勝者がファイナルステージに進出する。ソフトバンクは2020年以来2年ぶり、西武は2019年以来3年ぶり、いずれも前回リーグ優勝時以来のクライマックスシリーズ出場となる。
PayPayドームでのクライマックスシリーズ開催は2年ぶり10回目、ファーストステージに限ると3年ぶり3回目となる。両チームがクライマックスシリーズで対戦するのは、2019年ファイナルステージ以来3年ぶり5度目だが、1stステージでの対戦に限ると、2012年以来2度目。福岡PayPayドームでの両者の対戦は2011年ファイナルステージ以来である。福岡で開催される1stステージで両者が対戦するのは、クライマックスシリーズ導入前のプレーオフ時代を通じても史上初となる。なお過去4度の対戦では全てソフトバンクが勝利しており、通算対戦成績もソフトバンクの13勝2敗となっている。なおレギュラーシーズンでもソフトバンクが14勝10敗1分、PayPayドームでは8勝5敗と勝ち越しており、直近のベルーナドームでの対戦では西武が2勝していたものの、その前のPayPayドームでの3連戦はソフトバンクが3連勝していた。
- 会期：10月8日から10月9日
- 球場：福岡PayPayドーム

### ファイナルステージ
レギュラーシーズン1位（1勝分のアドバンテージが与えられる）のオリックス・バファローズとファーストステージ勝者の福岡ソフトバンクホークスが6戦4勝先取制で争い、勝者がSMBC日本シリーズ2022への出場権を得る。
京セラドームでのクライマックスシリーズ開催は2年連続4回目、ファイナルステージ開催は2年連続2回目である。両チームの対戦はクライマックスシリーズでは初めてであるが、ポストシーズンとしては1973年に前後期制プレーオフで前期優勝の南海（ソフトバンクの前々身）と後期優勝の阪急（オリックスの前身）が対戦して以来49年ぶり。なお、1stステージを西武が勝ち抜いた場合、クライマックスシリーズのみならず、ポストシーズンとして初顔合わせとなっていた。オリックスはクライマックスシリーズ4度目の出場だが、全て本拠地開催での出場となった。
ソフトバンクは、最終盤まで首位だったが、最終戦でオリックスに並ばれ、直接対決で15勝10敗と勝るオリックスが規定により優勝。ソフトバンクは2位となった。したがって、このステージはCS史上初の「レギュラーシーズンで同率・ゲーム差無し」チームの戦いとなる。
なおレギュラーシーズンの対戦成績は先述の通りオリックスが5つ勝ち越していたが、京セラドーム大阪に限ると10勝3敗と圧倒しており、直近の9月に開催された5試合もオリックスの4勝1敗、最終3連戦は2試合を山本由伸、宮城大弥の先発で零封、最終戦はソフトバンクの抑え投手モイネロを吉田正尚が打ち崩し延長戦に持ち込みサヨナラ勝ちと3連勝で終えていた。
- 会期：10月12日から10月15日
- 球場：京セラドーム大阪

### トーナメント表
|  | 1stステージ（準決勝） | 1stステージ（準決勝） |                               |       | ファイナルステージ（決勝） | ファイナルステージ（決勝） |
|  |                       |                       |                               |       |                            |                            |
|  |                       |                       |                               |       |                            |                            |
|  |                       |                       |                               |       |                            |                            |
|  |                       |                       |                               |       |                            |                            |
|  |                       |                       | （6戦4勝制） 京セラドーム大阪 |       |                            |                            |
|  |                       |                       |                               |       |                            |                            |
|  | オリックス(パ優勝）   | ☆○○●○                 |                               |       |                            |                            |
|  | オリックス(パ優勝）   | ☆○○●○                 | （3戦2勝制） 福岡PayPayドーム |       |                            |                            |
|  |                       |                       | ソフトバンク                  | ★●●○● |                            |                            |
|  | ソフトバンク(パ2位）  | ○○                    | ソフトバンク                  | ★●●○● |                            |                            |
|  | ソフトバンク(パ2位）  | ○○                    |                               |       |                            |                            |
|  | 西武(パ3位）          | ●●                    |                               |       |                            |                            |
|  | 西武(パ3位）          | ●●                    |                               |       |                            |                            |
|  |                       |                       |                               |       |                            |                            |
|  |                       |                       |                               |       |                            |                            |
|  |                       |                       |                               |       |                            |                            |
|  |                       |                       |                               |       |                            |                            |

☆・★=ファイナルステージのアドバンテージによる1勝・1敗分

## 日程

### ファーストステージ
| 日付                           | 試合  | ビジター球団（先攻） | スコア | ホーム球団（後攻）       | 開催球場         |
| 10月8日（土）                  | 第1戦 | 埼玉西武ライオンズ   | 3 - 5  | 福岡ソフトバンクホークス | 福岡PayPayドーム |
| 10月9日（日）                  | 第2戦 | 埼玉西武ライオンズ   | 2 - 8  | 福岡ソフトバンクホークス | 福岡PayPayドーム |
| 勝者：福岡ソフトバンクホークス |       |                      |        |                          |                  |

### ファイナルステージ
| 日付                           | 試合           | ビジター球団（先攻）     | スコア | ホーム球団（後攻）       | 開催球場         |
| アドバンテージ                 | アドバンテージ | 福岡ソフトバンクホークス |        | オリックス・バファローズ |                  |
| 10月12日（水）                 | 第1戦          | 福岡ソフトバンクホークス | 0 - 5  | オリックス・バファローズ | 京セラドーム大阪 |
| 10月13日（木）                 | 第2戦          | 福岡ソフトバンクホークス | 3 - 4  | オリックス・バファローズ | 京セラドーム大阪 |
| 10月14日（金）                 | 第3戦          | 福岡ソフトバンクホークス | 3 - 0  | オリックス・バファローズ | 京セラドーム大阪 |
| 10月15日（土）                 | 第4戦          | 福岡ソフトバンクホークス | 2 - 3x | オリックス・バファローズ | 京セラドーム大阪 |
| 勝者：オリックス・バファローズ |                |                          |        |                          |                  |

## 試合結果

### ファーストステージ
| 日付                           | 試合  | ビジター球団（先攻） | スコア | ホーム球団（後攻）       | 開催球場         |
| 10月8日（土）                  | 第1戦 | 埼玉西武ライオンズ   | 3 - 5  | 福岡ソフトバンクホークス | 福岡PayPayドーム |
| 10月9日（日）                  | 第2戦 | 埼玉西武ライオンズ   | 2 - 8  | 福岡ソフトバンクホークス | 福岡PayPayドーム |
| 勝者：福岡ソフトバンクホークス |       |                      |        |                          |                  |

#### 第1戦
|              | 1 | 2 | 3 | 4 | 5 | 6 | 7 | 8 | 9 | R | H | E |
| ------------ | - | - | - | - | - | - | - | - | - | - | - | - |
| 西武         | 0 | 0 | 0 | 0 | 2 | 1 | 0 | 0 | 0 | 3 | 6 | 2 |
| ソフトバンク | 0 | 0 | 4 | 0 | 0 | 1 | 0 | 0 | x | 5 | 7 | 1 |

1. 西：●髙橋光成（6回）、水上（1回）、スミス（1回） - 森
2. ソ：○千賀（8回）、Sモイネロ（1回） - 甲斐
3. 勝利：千賀（1勝）
4. セーブ：モイネロ（1S）
5. 敗戦：髙橋光成（1敗）
6. 本塁打
西：森1号（6回ソロ・千賀）
ソ：柳田1号（3回3ラン・髙橋光）
7. 審判
［球審］深谷
［塁審］津川（1B）、眞鍋（2B）、福家（3B）
［外審］芦原（LL）、丹波（RL）
8. 開始：14時00分 試合時間：3時間1分[7]

| 西武 | 西武 | 西武       |
| 打順 | 守備 | 選手       |
| ---- | ---- | ---------- |
| 1    | [左] | 金子       |
|      | 打   | オグレディ |
| 2    | [遊] | 源田       |
| 3    | [捕] | 森         |
| 4    | [一] | 山川       |
| 5    | [指] | 栗山       |
| 6    | [二] | 外崎       |
| 7    | [三] | 呉         |
| 8    | [右] | 愛斗       |
| 9    | [中] | 鈴木       |
|      | 打   | 中村       |
|      | 走   | 長谷川     |

| ソフトバンク | ソフトバンク | ソフトバンク |
| 打順         | 守備         | 選手         |
| ------------ | ------------ | ------------ |
| 1            | [二]         | 三森         |
| 2            | [中]         | 牧原大       |
| 3            | [右]         | 柳田         |
| 4            | [指]         | デスパイネ   |
| 5            | [一]         | 中村晃       |
| 6            | [遊]         | 今宮         |
| 7            | [左]         | 柳町         |
|              | 左           | 佐藤         |
|              | 打           | グラシアル   |
|              | 三           | 野村勇       |
| 8            | [三左]       | 周東         |
| 9            | [捕]         | 甲斐         |

ソフトバンクが千賀滉大、西武が髙橋光成の両先発で始まった試合は、両チーム無安打の3回裏1死からソフトバンクは周東佑京がライト線へ両チームを通じて初安打となる二塁打を放った後、甲斐拓也への四球で1死1、2塁から、三森大貴が左中間への適時二塁打で先制すると、2死から柳田悠岐が内角低めのスライダーを右中間ホームランテラスへ運ぶ3点本塁打で4-0とする。
対する西武は5回表1死から栗山巧がチーム初安打となる右中間フェンス直撃の二塁打、続く外崎修汰の左前安打で1、3塁とした後、呉念庭の1ゴロを中村晃が2塁悪送球した間に1点、更に1、3塁から愛斗の中犠飛でもう1点を返し4-2とすると、6回表には2死から森友哉が千賀のフォークボールを捉え右中間スタンドへソロ本塁打を放ち1点差に迫る。
しかしソフトバンクは6回裏、2死1塁から今宮健太の右前打と柳町達の死球により満塁とし、周東の右前打で1点を追加、二塁走者今宮は本塁憤死となったが5-3と再び2点差に広げる。
対する西武は8回表、先頭の金子侑司が二塁内野安打で出塁、続く2打者の相次ぐ投ゴロにより2死3塁とし、山川穂高に対する申告敬遠の後、栗山が千賀に対し8球粘ったものの三振に終わる。9回表、ソフトバンクの抑えのモイネロに対し西武は2死から愛斗、代打中村剛也の連打で本塁打が出れば逆転の状況を作るも、代打オグレディが三振に倒れ試合終了となった。
ソフトバンクが先勝し、残り1引分でもファイナルステージに進出することとなった。ソフトバンクは先発の千賀が8回112球を投げ被安打4与四球4、毎回の11奪三振で反撃を3点（自責点2）に抑えた。一方、髙橋はソフトバンク打線に6回99球被安打6与四死球4で5失点、4番デスパイネと今シーズン相性の悪い5番中村晃は無安打に抑えたものの、三森、柳田、周東らの痛打により致命的な先制点と追加点を許すこととなった。
ソフトバンクは2019年CS1stステージ第2戦から続くポストシーズンの連勝を17に、2018年CSファイナルステージ第3戦から続くクライマックスシリーズにおける対西武戦の連勝を8にそれぞれ伸ばした。また過去4回のクライマックスシリーズにおける対戦では全てソフトバンクが初戦に勝利していたが、今回もソフトバンクが初戦を制することとなった。

#### 第2戦
|              | 1 | 2 | 3 | 4 | 5 | 6 | 7 | 8 | 9 | R | H  | E |
| ------------ | - | - | - | - | - | - | - | - | - | - | -- | - |
| 西武         | 0 | 0 | 0 | 0 | 1 | 0 | 0 | 0 | 1 | 2 | 6  | 0 |
| ソフトバンク | 0 | 0 | 4 | 1 | 0 | 0 | 2 | 1 | x | 8 | 11 | 1 |

1. 西：●今井（4回）、本田（1回）、スミス（1回）、増田（0回2/3）、公文（0回1/3）、平良（1回） - 森
2. ソ：○東浜（5回）、大関（1回1/3）、松本（0回2/3）、藤井（1回）、レイ（1回） - 甲斐
3. 勝利：東浜（1勝）
4. 敗戦：今井（1敗）
5. 本塁打
西：山川1号（9回ソロ・レイ）
ソ：柳田2号（3回満塁・今井）
6. 審判
［球審］福家
［塁審］眞鍋（1B）、芦原（2B）、丹波（3B）
［外審］梅木（LL）、津川（RL）
7. 開始：14時00分 試合時間：3時間7分[10]

| 西武 | 西武 | 西武       |
| 打順 | 守備 | 選手       |
| ---- | ---- | ---------- |
| 1    | [二] | 外崎       |
| 2    | [三] | 平沼       |
|      | 打   | 中村       |
|      | 三   | 滝澤       |
| 3    | [捕] | 森         |
| 4    | [一] | 山川       |
| 5    | [中] | オグレディ |
| 6    | [指] | 栗山       |
| 7    | [右] | 愛斗       |
| 8    | [遊] | 源田       |
| 9    | [左] | 金子       |

| ソフトバンク | ソフトバンク | ソフトバンク |
| 打順         | 守備         | 選手         |
| ------------ | ------------ | ------------ |
| 1            | [二]         | 三森         |
| 2            | [三左]       | 周東         |
| 3            | [中]         | 牧原大       |
| 4            | [右]         | 柳田         |
|              | 三           | 野村勇       |
| 5            | [指]         | デスパイネ   |
| 6            | [一]         | 中村晃       |
|              | 一           | 川瀬         |
| 7            | [遊]         | 今宮         |
| 8            | [左]         | 柳町         |
|              | 走右         | 佐藤         |
| 9            | [捕]         | 甲斐         |

ソフトバンクが東浜巨、西武が今井達也の先発で始まった。両チームとも前日から打順を変更し、ソフトバンクは先発メンバーは同じ、西武は前日の先発メンバーから呉を平沼翔太、鈴木将平をオグレディに変更した。1回表を東浜が三者凡退に抑えた後、1回裏は1死から周東佑京が、2回表は2死から栗山巧がそれぞれ二塁打で出塁し得点圏に走者を置いたものの、いずれも後続の打者が凡退し無得点。ソフトバンクは3回裏、今井の2四球により1死1、2塁から周東が二塁外崎修汰の正面へ強めのゴロ、無駄なく転送され併殺打かと思われたが僅かに周東の脚が勝り併殺を阻止、続く牧原大成への初球が死球となり満塁とし、この日誕生日の柳田悠岐が2球目の低めスライダーを右翼ホームランテラスに運び2試合連続弾となる満塁本塁打で前日に引き続き先制、4-0とする。ソフトバンクは4回裏にも、2死2塁から甲斐拓也の右前打で1点を追加し5-0と点差を広げる。
5回表、西武は1死から源田壮亮の右中間への三塁打と、続く金子の一塁線二塁打で1点を返し5-1とする。
7回裏、ソフトバンクは西武の4番手増田達至から二塁打と犠打で1死3塁とし、三森大貴の中前打で1点を追加、その後2死2塁から牧原大成の中越三塁打で更に1点を追加し7-1、8回裏にも西武5番手平良海馬を攻め、2死1、2塁から甲斐の中前打で1点を追加、8-1と大量リードする。
9回表、西武はソフトバンクの5番手レイから先頭の山川穂高が右中間スタンドへ、自身の今CS初安打となるソロ本塁打を放ち、1死から栗山巧が今宮健太のエラーで出塁したものの反撃もそこまで。8-2でソフトバンクが勝利し、2連勝でファイナルステージ進出を決めた。
ソフトバンクはポストシーズン連勝を18、クライマックスシリーズにおける対西武戦連勝を9にそれぞれ伸ばした。また西武はこのシリーズ中一度もリードできなかった。そしてCSでのソフトバンク戦は9連敗でCSでは8回連続での敗退となった。
西武は敗退決定後、辻発彦監督の今季限りでの退任を発表した。

### ファイナルステージ
| 日付                           | 試合           | ビジター球団（先攻）     | スコア | ホーム球団（後攻）       | 開催球場         |
| アドバンテージ                 | アドバンテージ | 福岡ソフトバンクホークス |        | オリックス・バファローズ |                  |
| 10月12日（水）                 | 第1戦          | 福岡ソフトバンクホークス | 0 - 5  | オリックス・バファローズ | 京セラドーム大阪 |
| 10月13日（木）                 | 第2戦          | 福岡ソフトバンクホークス | 3 - 4  | オリックス・バファローズ | 京セラドーム大阪 |
| 10月14日（金）                 | 第3戦          | 福岡ソフトバンクホークス | 3 - 0  | オリックス・バファローズ | 京セラドーム大阪 |
| 10月15日（土）                 | 第4戦          | 福岡ソフトバンクホークス | 2 - 3x | オリックス・バファローズ | 京セラドーム大阪 |
| 勝者：オリックス・バファローズ |                |                          |        |                          |                  |

#### 第1戦
|              | 1 | 2 | 3 | 4 | 5 | 6 | 7 | 8 | 9 | R | H | E |
| ------------ | - | - | - | - | - | - | - | - | - | - | - | - |
| ソフトバンク | 0 | 0 | 0 | 0 | 0 | 0 | 0 | 0 | 0 | 0 | 6 | 0 |
| オリックス   | 0 | 0 | 0 | 1 | 3 | 0 | 1 | 0 | x | 5 | 8 | 0 |

1. ソ：●石川（4回1/3）、大関（0回1/3）、泉（0回1/3）、森（1回）、甲斐野（1回）、津森（1回） - 甲斐、海野
2. オ：○山本（8回）、平野佳（1回） - 若月
3. 勝利：山本（1勝）
4. 敗戦：石川（1敗）
5. 本塁打
オ：吉田正1号（7回ソロ・甲斐野）
6. 審判
［球審］敷田
［塁審］山本貴（1B）、有隅（2B）、村山（3B）
［外審］吉本（LL）、名幸（RL）
7. 開始：18時02分 試合時間：3時間8分[14]

| ソフトバンク | ソフトバンク | ソフトバンク |
| 打順         | 守備         | 選手         |
| ------------ | ------------ | ------------ |
| 1            | [二]         | 三森         |
| 2            | [三]         | 周東         |
|              | 捕           | 海野         |
| 3            | [中]         | 牧原大       |
| 4            | [右]         | 柳田         |
| 5            | [指]         | デスパイネ   |
| 6            | [一]         | 中村晃       |
| 7            | [遊]         | 今宮         |
| 8            | [左]         | 柳町         |
|              | 打三         | 川瀬         |
| 9            | [捕]         | 甲斐         |
|              | 打           | グラシアル   |
|              | 走左         | 佐藤         |

| オリックス | オリックス | オリックス |
| 打順       | 守備       | 選手       |
| ---------- | ---------- | ---------- |
| 1          | [中左]     | 福田       |
| 2          | [三]       | 宗         |
| 3          | [右]       | 中川圭     |
|            | 右         | 小田       |
| 4          | [左]       | 吉田正     |
|            | 中         | 佐野皓     |
| 5          | [一]       | 頓宮       |
| 6          | [二]       | 西野       |
|            | 二         | 大城       |
| 7          | [指]       | 杉本       |
| 8          | [遊]       | 紅林       |
| 9          | [捕]       | 若月       |

オリックスが山本由伸、ソフトバンクが石川柊太の先発で始まった。ポストシーズンの登板は、山本は前年日本シリーズ第6戦以来、CSに限ると同年CSファイナル第1戦以来、石川は2020年の日本シリーズ第2戦以来、CSに限ると2019年CS第4戦の中継ぎ以来となった。山本が直近の9月の3連戦初戦で完封勝利を収め、シーズンでも対ソフトバンク3勝2敗防御率1.93と好相性なのに対し、石川は最後の対戦となった7月の試合で5回5失点で敗戦、シーズンでも対オリックス1勝2敗防御率4.18だった。ソフトバンクは1stステージ2戦目と先発メンバー、打順ともに同じで臨んだ。
オリックスはソフトバンクの先発・石川から2回裏2死から四球と安打で1、3塁としたものの、紅林弘太郎が三振で先制点ならず。4回裏、オリックスは2四球と安打で1死満塁から、杉本裕太郎が0-2から四球を選び押し出しでオリックス先制、しかし続く紅林は投ゴロ併殺打で1点のみに終わる。
5回表、ソフトバンクはデスパイネのクライマックスシリーズ初安打から1死2、3塁と一打逆転のチャンスを作るも、後続の打者が連続三振し無得点。
5回裏、先頭の若月健矢が左前打で出塁し、犠打で1死2塁としたところでソフトバンクは2番手大関友久に交代、宗佑磨の左前打で1、3塁とし、中川圭太の三振の際に宗が二盗、吉田正尚への申告敬遠で満塁の後、頓宮裕真へ四球連続ボールで押し出しとなり2点目、更に西野真弘にもフルカウントから押し出しで3点目を与え大関は降板、代わった3番手泉圭輔から杉本が右前打で1点を加え5回終了時で4-0とする。オリックスは更に7回裏、ソフトバンク5番手甲斐野央から1死後吉田正尚が右翼ポール際にソロ本塁打を放ち5-0とする。
オリックスの先発山本は、8回にも2安打を喫し2死2、3塁としたが周東佑京を三振に取り無失点、ソフトバンク打線を8回112球被安打5無死球10奪三振で無失点、9回は抑え投手の平野佳寿が先頭の牧原大成に安打を許したものの、柳田悠岐を見逃し三振、デスパイネを併殺打に打ち取り零封で初戦勝利、アドバンテージ含め2勝0敗とした。またレギュラーシーズンから対ソフトバンク戦4連勝となった。なおパ・リーグのクライマックスシリーズファイナルステージにおいては、過去15年間で初戦を勝利したチームが14回突破しており、特にビジターチームが初戦に敗れかつファイナルステージを突破したことは過去一度もないため、その点でも一気に優位に立った。
ソフトバンクは石川、大関の2投手が計7四球、最初の3失点はいずれも押し出しと大誤算、打線もオリックスの先発山本に対し先発メンバーでは2安打と唯一気を吐いた中村晃、CS3戦目にして初安打のデスパイネ以外は、1stステージ2試合連続本塁打を放っていた柳田を含め無安打に終わるなど沈黙、2019年から続いたポストシーズン連勝が18で止まり、ファイナルステージでの連勝も9で止まった。

#### 第2戦
|              | 1 | 2 | 3 | 4 | 5 | 6 | 7 | 8 | 9 | R | H  | E |
| ------------ | - | - | - | - | - | - | - | - | - | - | -- | - |
| ソフトバンク | 1 | 0 | 1 | 0 | 0 | 0 | 0 | 0 | 1 | 3 | 9  | 0 |
| オリックス   | 1 | 0 | 1 | 0 | 2 | 0 | 0 | 0 | x | 4 | 11 | 0 |

1. ソ：板東（2回1/3）、●大関（2回2/3）、津森（1回1/3）、嘉弥真（0回2/3）、藤井（1回） - 甲斐
2. オ：○宮城（5回）、H宇田川（1回）、H山﨑颯（1回）、Hワゲスパック（1回）、S阿部（1回） - 伏見
3. 勝利：宮城（1勝）
4. セーブ：阿部（1S）
5. 敗戦：大関（1敗）
6. 本塁打
オ：杉本1号（5回2ラン・大関）
7. 審判
［球審］村山
［塁審］有隅（1B）、吉本（2B）、名幸（3B）
［外審］須山（LL）、山本貴（RL）
8. 開始：18時02分 試合時間：3時間27分[19]

| ソフトバンク | ソフトバンク | ソフトバンク |
| 打順         | 守備         | 選手         |
| ------------ | ------------ | ------------ |
| 1            | [二]         | 三森         |
| 2            | [三]         | 周東         |
| 3            | [右]         | 柳田         |
| 4            | [指]         | デスパイネ   |
| 5            | [遊]         | 今宮         |
| 6            | [中]         | 牧原大       |
| 7            | [一]         | リチャード   |
|              | 打一         | 中村晃       |
| 8            | [左]         | 正木         |
|              | 打           | グラシアル   |
|              | 左           | 谷川原       |
| 9            | [捕]         | 甲斐         |
|              | 打           | 川瀬         |

| オリックス | オリックス | オリックス |
| 打順       | 守備       | 選手       |
| ---------- | ---------- | ---------- |
| 1          | [中]       | 福田       |
| 2          | [三]       | 宗         |
| 3          | [右一]     | 中川圭     |
| 4          | [左]       | 吉田正     |
| 5          | [二]       | 西野       |
|            | 遊         | 紅林       |
| 6          | [指]       | 杉本       |
| 7          | [一]       | T-岡田     |
|            | 右         | 小田       |
| 8          | [遊二]     | 安達       |
| 9          | [捕]       | 伏見       |

オリックスの先発は、前年日本シリーズ第2戦以来自身2度目のポストシーズン登板でCS初登板初先発、シーズン中ソフトバンク戦3勝1敗、直近の9月18日の試合でも5回無失点に抑えていた宮城大弥、ソフトバンクはこれがクライマックスシリーズ・日本シリーズ通じてポストシーズン初登板初先発、シーズン中のオリックス戦では9月に2回先発し2敗していた板東湧梧で始まった。
1回表、ソフトバンクは先頭の三森が宮城の初球ストレートを叩き一塁線を破る二塁打、進塁打と四球で1死1、3塁からデスパイネの遊ゴロが併殺打崩れとなる間に先制点を挙げる。その裏オリックスは先頭の福田が内野安打で出塁、続く2打者の内野ゴロがいずれも併殺打とならず、2死1塁から吉田正が四球、西野が三振したものの板東の暴投を甲斐が取れず振り逃げで満塁とし、杉本の内野安打で同点に追いつくが、二塁走者吉田正も間隙を突いて本塁を狙うもアウトとなり逆転は逃す。
2回表、2死からこの日同じくポストシーズン初出場初先発のルーキー正木智也が左中間二塁打で出塁、続く甲斐の打球が前進守備の中堅福田を襲うが福田が背走して好捕し得点を許さず、その裏オリックスは3連打で1死満塁としたものの、宗の中飛を牧原大が好返球しタッチアップした安達了一が本塁アウトと、いずれも好守備により得点を許さない展開となる。
3回表、ソフトバンクは1死から右前打で出塁した周東が、続く柳田の一塁線を破る二塁打で長駆生還し2-1と再びリードするが、続くデスパイネ、今宮が凡退し追加点は逃し、その裏オリックスは中川圭、吉田正の連打で無死1、3塁から西野の中犠飛ですぐ同点に追いつき、なおも杉本の安打で1死1、2塁となったところで板東が降板、2番手大関が後続2人を抑え逆転はならず。
5回表、ソフトバンクは内野安打と犠打で1死2塁としたものの、周東、柳田が凡退し得点ならず、その裏オリックスは左前打と犠打という同様の展開で1死2塁から杉本が大関の初球を叩き逆転2点本塁打で4-2とこの試合初めてリードを奪う。
6回表、オリックスの2番手、今年育成契約から7月に支配下登録となった初登板の宇田川優希が、デスパイネの内野安打と今宮四球で無死1、2塁としたが、牧原大と代打の中村晃をいずれも左飛、グラシアルを三振に打ち取り得点を許さず、7回表は3番手山﨑颯一郎が三者凡退に打ち取る。
8回表、オリックスの4番手ワゲスパックが2死から四球と安打で1、2塁としたものの、中村晃を三球三振に打ち取り得点を許さなかった。
9回表、こちらもポストシーズン初登板のオリックスの5番手阿部翔太から、ソフトバンクは1死から甲斐の代打川瀬が二塁打で出塁、三森が凡退し2死となった後、周東の中前打で1点を返し4-3、続く柳田は1-1からの3球目を右方向へ大ファウルとした後四球で1、2塁となり、一打同点の場面を迎えたが、最後はデスパイネを全てボール球のスプリットで空振り三振に打ち取り試合終了。
オリックスの打撃陣は5回裏の杉本の本塁打の後、ソフトバンクの中継投手らに対し8回まで11人連続で凡退したものの、反撃を1点に抑えて1点差で逃げ切り3勝0敗と一気に王手をかけた。
一方のソフトバンクは左投手に強い正木智也と、9回に代打起用された川瀬はともに2塁打で期待に応えたものの、宮城との相性の良さを期待されて5番起用された今宮と、この日一軍出場選手登録され即先発起用されたリチャードがともに宮城の前に2三振と期待に応えられず、そのリチャードに代打として起用された、昨日山本から2安打を放った中村晃も2度のチャンスで凡退、また4番デスパイネも先頭打者で1安打を放ったものの、得点圏に走者を置いた場面では結果的に先制点こそ挙げたとはいえ、3打席無安打に終わるなど打線が噛み合わず、オリックスより多い10残塁で敗れ、崖っぷちに立たされた。

#### 第3戦
|              | 1 | 2 | 3 | 4 | 5 | 6 | 7 | 8 | 9 | R | H | E |
| ------------ | - | - | - | - | - | - | - | - | - | - | - | - |
| ソフトバンク | 2 | 0 | 0 | 0 | 0 | 0 | 1 | 0 | 0 | 3 | 8 | 1 |
| オリックス   | 0 | 0 | 0 | 0 | 0 | 0 | 0 | 0 | 0 | 0 | 6 | 1 |

1. ソ：○千賀（6回0/3）、H嘉弥真（0回1/3）、H松本（0回2/3）、H藤井（1回）、Sモイネロ（1回） - 甲斐
2. オ：●田嶋（6回1/3）、本田（1回2/3）、黒木（1回） - 若月
3. 勝利：千賀（1勝）
4. セーブ：モイネロ（1S）
5. 敗戦：田嶋（1敗）
6. 本塁打
ソ：野村勇1号（7回ソロ・田嶋）
7. 審判
［球審］名幸
［塁審］吉本（1B）、須山（2B）、山本貴（3B）
［外審］敷田（LL）、有隅（RL）
8. 開始：18時01分 試合時間：3時間5分[28]

| ソフトバンク | ソフトバンク | ソフトバンク |
| 打順         | 守備         | 選手         |
| ------------ | ------------ | ------------ |
| 1            | [二]         | 三森         |
| 2            | [左]         | 周東         |
| 3            | [右]         | 柳田         |
| 4            | [指]         | デスパイネ   |
| 5            | [遊]         | 今宮         |
| 6            | [中]         | 牧原大       |
| 7            | [一]         | 正木         |
|              | 一三         | 川瀬         |
| 8            | [三]         | 野村勇       |
|              | 打一         | 中村晃       |
| 9            | [捕]         | 甲斐         |

| オリックス | オリックス | オリックス |
| 打順       | 守備       | 選手       |
| ---------- | ---------- | ---------- |
| 1          | [中]       | 福田       |
| 2          | [三]       | 宗         |
| 3          | [右]       | 中川圭     |
| 4          | [左]       | 吉田正     |
| 5          | [二]       | 西野       |
|            | 打         | 太田       |
| 6          | [指]       | 杉本       |
| 7          | [一]       | 頓宮       |
| 8          | [捕]       | 若月       |
| 9          | [遊]       | 紅林       |
|            | 打         | T-岡田     |
|            | 遊         | 大城       |

先発投手は、オリックスはポストシーズン登板が前年日本シリーズ第3戦以来、CS登板は同年ファイナルステージ第2戦以来、対ソフトバンク戦は今年5試合に登板し1勝、防御率1.99の田嶋大樹、ソフトバンクは本年1stステージ初戦で先発勝利し中5日登板、オリックス戦は今年4試合で2勝1敗防御率1.86の千賀滉大。
1回表、ソフトバンクは先頭の三森が田嶋のカットボールを泳ぎながらも右中間へ二塁打とし、続く周東の初球犠打を田嶋が1塁へ悪送球する間に三森が生還、僅か4球で先制すると、1死3塁からデスパイネが詰まりながらも中前打とし2点目。
その後1回裏、2、3、4回と双方得点機会はなく、5回表、ソフトバンクは先頭の甲斐が二塁打で出塁、三森の犠打で3塁に進むが、続く周東が初球に仕掛けたスクイズをオリックスバッテリーがボールを外し阻止、甲斐は挟殺となり追加点を許さない。
6回裏、1回裏の吉田正から13人連続で凡退に打ち取っていたソフトバンクの先発・千賀が若月にこの試合初めての四球を与えると、その後2度の内野ゴロで2死となり、入れ替わった1塁走者福田が宗の右前打で3塁を狙うが、柳田の好返球で3塁憤死。
7回表、ソフトバンクは1死からCS初先発出場のルーキー野村勇がフルカウントから田嶋のカットボールを捉えライトスタンドへソロ本塁打、3-0とする。
7回裏、先頭の中川圭を右前打で出したところで、ソフトバンク千賀が足が攣るアクシデントにより降板、2番手嘉弥真が吉田正を1ゴロに打ち取り1死1塁となり、続く西野が右中間フェンスに届く二塁打、しかし吉田正は3塁コーチの制止により本塁帰還出来ず2、3塁となり、ソフトバンクは1stステージ第2戦以来の登板となる3番手松本裕樹が、杉本を三ゴロ、頓宮を遊飛に打ち取り得点を許さない。
8回表裏、9回表はそれぞれ1塁に走者を出したものの無得点。9回裏、1stステージ初戦以来の登板となるソフトバンク抑えモイネロが1死から吉田正に右翼フェンス直撃の安打を許し、続く代打太田椋の投ゴロに対するモイネロの送球を二塁手三森が取り損ね、一転して1死1、2塁、一発出れば同点の場面で、前日決勝本塁打を放った杉本を迎える。カウント3-0と四球寸前から3-2とし、6球目の真ん中外寄りのスライダーで二ゴロ併殺打に打ち取り試合終了。
ソフトバンクは千賀のアクシデントによる降板はあったものの、5投手の継投に加え、三森、柳田らの好プレーもあり、今CS初の無失点勝利、レギュラーシーズンから続いていたオリックス戦ならびに京セラドームでの連敗を5で止めた。野村勇の本塁打はCS史上球団初、他チームを含めても2017年セ・リーグCSの大山悠輔（阪神）以来となる新人の本塁打となった。
オリックスの打撃陣はソフトバンク先発千賀に6回まで2安打に抑えられ、7回と9回の得点チャンスも前日までCS7打数5安打、得点圏打率1.000だった杉本が7、9回のチャンスでいずれも凡退し無得点に終わった。またオリックスはCS導入以降ファイナルステージでは5戦負けなしだったが、この試合で初黒星を喫し、2014年CS1stステージ以来の敗戦となった。

#### 第4戦
|              | 1 | 2 | 3 | 4 | 5 | 6 | 7 | 8 | 9  | R | H | E |
| ------------ | - | - | - | - | - | - | - | - | -- | - | - | - |
| ソフトバンク | 0 | 0 | 0 | 0 | 0 | 0 | 2 | 0 | 0  | 2 | 4 | 1 |
| オリックス   | 0 | 0 | 0 | 2 | 0 | 0 | 0 | 0 | 1x | 3 | 6 | 0 |

1. ソ：和田（4回1/3）、大関（0回2/3）、泉（1回）、H松本（1回）、H藤井（1回）、●モイネロ（0回2/3） - 甲斐
2. オ：山岡（4回）、H宇田川（2回）、山﨑颯（2回）、○阿部（1回） - 若月
3. 勝利：阿部（1勝）
4. 敗戦：モイネロ（1敗）
5. 本塁打
ソ：デスパイネ1号（7回2ラン・山﨑颯）
オ：吉田正2号（4回2ラン・和田）
6. 審判
［球審］山本貴
［塁審］須山（1B）、敷田（2B）、有隅（3B）
［外審］村山（LL）、吉本（RL）
7. 開始：18時01分 試合時間：3時間12分[38]

| ソフトバンク | ソフトバンク | ソフトバンク |
| 打順         | 守備         | 選手         |
| ------------ | ------------ | ------------ |
| 1            | [二]         | 三森         |
| 2            | [左]         | 周東         |
| 3            | [中]         | 牧原大       |
| 4            | [右]         | 柳田         |
| 5            | [指]         | デスパイネ   |
| 6            | [一]         | 中村晃       |
| 7            | [遊]         | 今宮         |
| 8            | [三]         | 川瀬         |
| 9            | [捕]         | 甲斐         |

| オリックス | オリックス | オリックス |
| 打順       | 守備       | 選手       |
| ---------- | ---------- | ---------- |
| 1          | [中]       | 福田       |
| 2          | [三]       | 宗         |
| 3          | [左]       | 中川圭     |
| 4          | [指]       | 吉田正     |
| 5          | [右]       | 杉本       |
| 6          | [二一]     | 安達       |
| 7          | [一]       | 頓宮       |
|            | 打二       | 西野       |
| 8          | [遊]       | 紅林       |
| 9          | [捕]       | 若月       |

先発投手はオリックスが前回登板が9月22日、ポストシーズン登板は2021年日本シリーズ第5戦で中継ぎ登板し勝利投手となって以来でクライマックスシリーズは初登板初先発、ソフトバンク戦の登板は2021年4月30日以来約1年半ぶりとなる山岡泰輔 、ソフトバンクは前回登板が9月30日、ポストシーズン登板は2019年の日本シリーズ第4戦以来、クライマックスシリーズに限っても同年CSファイナルステージ初戦以来といずれも約3年ぶりで、過去「オリックスキラー」と言われながら今年のオリックス戦では5試合に登板し0勝3敗のベテラン和田毅となった。
3回表までは両先発投手が1人も走者を出さず、3回裏、和田が先頭の頓宮を4球連続ボールで歩かせると、犠打と中飛で2死2塁から福田の一ゴロを中村晃がエラーし1、3塁とするが、続く宗が左飛で先制の機会を逃す。
4回表、今度はソフトバンクは1死から周東の打球がワンバウンドで山岡の左脚を直撃（周東は遊ゴロアウト）、山岡が一旦治療に外れた後2死から牧原大、柳田の連打で1、3塁とするが続くデスパイネが中飛でこちらも先制点を逃すと、その裏オリックスは先頭の中川圭の左前打に続き、吉田正がバックスクリーン右のスタンド最上段5階席に飛び込む超特大2点本塁打で先制。
5回表、オリックスは前の回に打球が直撃した山岡に代え2番手宇田川を投入、3人で抑えると、その裏オリックスは先頭の紅林が左前打で出塁、次の若月の犠打を処理した際のアクシデントで和田が降板、2番手大関に代わった後2死2塁としたものの宗は二ゴロで追加点ならず。
6回表もオリックスは宇田川が3人で抑えたその裏、オリックスはソフトバンク3番手泉から2四球と内野ゴロで2死2、3塁とし、頓宮がセンターへ大飛球を放つが背走した牧原大が好捕し追加点を阻止する。
すると7回表、オリックスの3番手山﨑颯からソフトバンクは1死の後柳田が四球で出塁すると、デスパイネが左中間スタンドへ今CS初となる本塁打を放ち同点とする。
7回裏、8回表は双方三者凡退の後、8回裏オリックスはソフトバンク5番手藤井から2死の後連続四球と安達の右前打で満塁としたものの、代打西野が左飛で得点ならず。
9回表、ソフトバンクは1死から牧原大が右前打で出塁したものの、柳田、デスパイネが外野フライで得点ならず。
その裏、オリックスはソフトバンクの6番手モイネロから安打と四球などで2死2、3塁とし、中川圭の左前打でサヨナラ勝ち、アドバンテージを含め4勝1敗とし2年連続14回目の日本シリーズ進出を決めた。
一方ソフトバンクは2016年以来6年ぶりのCS敗退となった。

## 表彰選手
最優秀選手賞
- 吉田正尚（オリックス）

第1戦と日本シリーズ進出を決めた第4戦で2本塁打など、打率.462（13打数6安打）打点3、3四死球、出塁率.563、OPS1.486の好成績。
パーソル賞
- 山本由伸（オリックス）

第1戦に先発し、8回116球10奪三振無四球無失点の好投でチームの日本シリーズ進出に貢献。

## テレビ・ラジオ放送およびネット配信

### テレビ放送

#### ファーストステージ放送日程
第1戦（10月8日）
- BS朝日・BS朝日 4K[45]
  - 放送時間：14:00 - 17:24 （当初16:54までの予定を試合終了まで延長）
- スポーツライブ+≪有料CS≫[46]
  - 放送時間：13:45 - 17:21（当初の予定より99分早終了）
- TOKYO MX2 ≪地上波、東京都ローカル≫[47]
  - 放送時間：14:00 - 17:30（当初の予定より90分早終了）
- テレビ西日本≪地上波、フジテレビ系列、福岡県ローカル≫
  - 放送時間：14:00 - 17:30（17:00終了予定から延長）

第2戦（10月9日）
- NHK BS1[48]
  - 放送時間：13:55 - 17:25
- スポーツライブ+≪有料CS≫
  - 放送時間：13:45 -  17:27
- TOKYO MX2 ≪地上波、東京都ローカル≫
  - 放送時間：14:00 - 17:30（当初の予定より90分早終了）
- 九州朝日放送（KBC）≪地上波、テレビ朝日系列、yab・NCC・KAB・OAB・KKB・QAB各局へネット≫
  - 放送時間：13:55 - 17:15（KBCのみ17:00終了予定から延長、KBC・QAB以外は-16:25延長なし、QABは-17:00延長なし）

打ち切りとなった試合
- 第3戦（10月10日）が行われた場合はNHK BS1、スポーツライブ+≪有料CS≫、TOKYO MX2 ≪地上波、東京都ローカル≫、RKB毎日放送≪地上波、TBS系列、福岡県ローカル≫で放送される予定だった。

#### ファイナルステージ放送日程
第1戦（10月12日）
- NHK BS1[48]
  - 放送時間：17:57 - 19:00、（19:00-21:35までは102ch）
- J SPORTS3≪有料CS≫[49]
  - 放送時間：17:30 - 21:37
- 福岡放送≪地上波、日本テレビ系列、福岡県ローカル≫
  - 放送時間：18:15 - 22:00

第2戦（10月13日）
- NHK BS1
  - 放送時間：17:57 - 21:45[50]
- NHK総合テレビジョン（関西ブロックのみ　BS1と並列・同一映像放送だが、出演者は異なる[50]）
  - 放送時間：18:00-19:30（012）→19:30-20:42（011）[51]→20:42-（21:30）（試合終了まで）（012）[50]
- J SPORTS3≪有料CS≫
  - 放送時間：17:30 - 21:53
- 福岡放送≪地上波、日本テレビ系列、福岡県ローカル≫
  - 放送時間：18:15 - 22:00（21:00終了予定から延長）

第3戦（10月14日）
- NHK BS1
  - 放送時間：17:45 - 21:20
- J SPORTS3≪有料CS≫
  - 放送時間：17:30 - 21:21
- テレビ西日本≪地上波、フジテレビ系列、福岡県ローカル≫
  - 放送時間：18:09 - 22:00（21:00終了予定から延長[52]､試合終了後フジテレビのヤクルト×阪神戦飛び乗り放送）

第4戦（10月15日）
- NHK BS1
  - 放送時間：17:55 - 21:40
- J SPORTS3≪有料CS≫
  - 放送時間：17:30 - 22:23
- TVQ九州放送≪地上波、テレビ東京系列、福岡県ローカル≫
  - 放送時間：18:30 - 21:00（21:00以降は野球音声なしで『出没!アド街ック天国』との二画面放送）

打ち切りとなった試合
- 第5戦（10月16日）が実施された場合はNHK BS1とJ SPORTS3≪有料CS≫で、第6戦（10月17日）が実施された場合はテレビ西日本≪地上波、フジテレビ系列、福岡県ローカル≫、NHK BS1、J SPORTS3≪有料CS≫で各々放送予定だった。

### ラジオ放送

#### ファーストステージ放送日程
第1戦（10月8日）
- 九州朝日放送
  - 放送時間：13:55 - （17:20）（17:00終了予定を試合終了まで延長）
- RKB毎日放送
  - 放送時間：13:55 - （17:20）（17:00終了予定を試合終了まで延長）

第2戦（10月9日）
- NHKラジオ第1 九州・沖縄地区のみ[53]
  - 放送時間：14:05 - 17:20
- 九州朝日放送
  - 放送時間：13:55 - （17:30）（17:00終了予定を試合終了まで延長）
- RKB毎日放送
  - 放送時間：13:54 - （17:29）（16:59終了予定を試合終了まで延長）

打ち切りとなった試合
- 第3戦（10月10日）が行われた場合は九州朝日放送、RKB毎日放送で放送される予定だった。

#### ファイナルステージ放送日程
第1戦（10月12日）
- NHKラジオ第1 関西・九州・沖縄地区のみ
  - 放送時間：18:00 - 18:50、19:30 - 21:29（試合終了まで放送、18:50 - 19:30はニュースのため中断）
- 九州朝日放送
  - 放送時間：17:55 - 21:25
- RKB毎日放送（MBSラジオからの裏送り）
  - 放送時間：17:48 - 21:29

第2戦（10月13日）
- 九州朝日放送
  - 放送時間：17:55 - 21:45
- RKB毎日放送（MBSラジオからの裏送り）
  - 放送時間：17:48 - 21:49

第3戦（10月14日）
- 九州朝日放送
  - 放送時間：17:55 - 21:19
- RKB毎日放送（MBSラジオからの裏送り）
  - 放送時間：17:48 - 21:25

第4戦（10月15日）
- MBSラジオ≪ネット局：RKB毎日放送・放送時間：17:49 - 21:29≫
  - 放送時間：17:59 - 21:35
- 九州朝日放送
  - 放送時間：17:55 - 21:35

打ち切りとなった試合
- 第5戦（10月16日）が実施された場合はMBSラジオ≪ネット局：RKB毎日放送≫、九州朝日放送で、第6戦（10月17日）が実施された場合はNHKラジオ第1 （関西地区のみ）、MBSラジオ≪ネット局：RKB毎日放送≫、九州朝日放送で各々放送予定だった。

なお、九州朝日放送の中継は乗り込み（朝日放送ラジオ技術協力）による自社制作、一方のRKB毎日放送の中継はMBSラジオにより第3戦までは裏送り、第4戦はMBSラジオ自身も放送しRKBにネット。
なお、例年ファイナルステージで全国向け中継を行っていたNHKラジオ第1放送は、今回はセ・リーグも含めて全国向けの中継を行わない方針となり、ファーストステージを含めた一部の試合をローカル向けに中継するのみにとどまった。

### ネット配信
ファースト・ファイナルともに共通
- DAZN
- ベースボールLIVE
- Rakuten パ・リーグSpecial
- パ・リーグTV